# Chaetodon rainfordi
Chaetodon rainfordi es una especie de pez mariposa del género Chaetodon.
Se encuentra en las aguas interiores y alrededores de Australia, abundando en la enorme Barrera de Coral, y su alimento predilecto es el pólipo coralino. 
Evolutivamente, se cree que éste pez es ancestro del Chaetodon octofasciatus, por su parecido entre ambos. Este pez es de cuerpo ancho, con espinas dorsales. Sus colores son el dorado, amarillo y blanquecino haciendo juego, mientras que el Chaetodon octofasciatus tiene el mismo diseño de coloración, pero con colores amarillo y negro formando franjas.

## Morfología
Posee la morfología típica de su familia, cuerpo ovalado, semi-rectangular con las aletas extendidas, y comprimido lateralmente. 
La coloración general del cuerpo es amarilla, con amplias franjas verticales de color gris azulado, que están bordeadas con franjas color naranja. Tiene una franja vertical naranja en la cara, que le cubre el ojo, y está bordeada primero en negro y luego en blanco azulado. Las aletas pélvicas, dorsal, anal y caudal son amarillas. 
Tiene 10-11 espinas dorsales, entre 20 y 22 radios blandos dorsales, 3 espinas anales, y entre 17 y 19 radios blandos anales.
Alcanza los 15 cm de largo.

## Hábitat y distribución
Especie asociada a arrecifes, donde se les ve cerca de corales, de los que se alimentan. Es una especie común en su rango de distribución, con una densidad, por ejemplo, de 0'5 individuos/200 m² en el norte de la Gran Barrera de Arrecifes.
Su rango de profundidad está entre 1 y 15 metros, aunque se reportan registros hasta los 49 m.
Se distribuye en aguas tropicales del océano Pacífico. Es especie endémica de Australia y Papúa Nueva Guinea. Su rango se estima en 1,2 millones de km².

## Alimentación
Es una especie coralívora, y se alimenta, principalmente de pólipos de corales. También de algas y pequeños invertebrados marinos.

## Reproducción
Son dioicos, o de sexos separados, ovíparos, y de fertilización externa. El desove sucede antes del anochecer. Forman parejas durante el ciclo reproductivo, pero no protegen sus huevos y crías después del desove.